# Pauline Simon
Pauline Simon (* 1894 in Minsk; † 1976 in Chicago) war eine amerikanische Künstlerin der Outsider Art. 

## Leben
Pauline Simon wurde 1894 in Minsk geboren. Ihr Vater arbeitete auf einem Gut, dort wuchs sie auf. Um die Oberschule besuchen zu können, verließ sie das Gut und ging nach Warschau.
Ohne ihre Familie wanderte sie 1911 in die Vereinigten Staaten aus. In Chicago arbeitete sie als Theaterfrisörin, dann heiratete sie einen Zahnarzt und leitete dessen Praxis. Sie war Mitglied im Art Institute of Chicago und schaute sich gerne die Ausstellungskataloge des Museums an. Im Alter von 70 Jahren ging sie in den Ruhestand und belegte einen Malkurs für Mitglieder des Art Institute. Zunächst hatte sie keinen Bezug zu den Werken anderer Künstler, fand dann jedoch Gefallen an den Werken von Gustav Klimt. Seine Gemälde waren für sie wie Musik. Einen weiteren Kurs belegte sie am Hyde Park Art Center. Dort war der Künstler und Kurator Don Baum ihr Lehrer. Sie ging danach nicht mehr in ihre Kurse, sondern studierte bei Baum. Dieser besuchte sie zu Hause, schaute sich ihre Arbeiten an und sprach mit ihr über ihre Ideen. Baum war von ihren Frauenporträts fasziniert. Trotz nachlassender Sehkraft malte Simon bis zu ihrem Tod im Jahr 1976.

## Werk
Als 70-Jährige, nach dem Tod ihres Mannes, begann sie Landschaften und Menschen zu malen, erprobte sich, ohne ihre Eigenständigkeit zu verlieren, in Impressionismus, Pointillismus und Kubismus. Sie schuf etwa 65 Gemälde in der Zeit zwischen 1965 und ihrem Tod im Jahr 1976. Ihre erste Ausstellung hatte sie 1974 im Hyde Park Art Center.
Ihre Werke befinden sich in renommierten Museen, wie dem Museum van de Geest, dem Intuit: The Center for Intuitive and Outsider Art oder dem American Folk Art Museum. Sie war beteiligt an mehreren Ausstellungen, wie der Ausstellung Gegen den Strich: Chicago Callin, die in Paris, Kaufbeuren, Lausanne und Amsterdam gezeigt wurde.